# Offensive de Raqqa (2016-2017)
Pour les articles homonymes, voir Offensive de Raqqa et bataille de Raqqa.
- Territoire contrôlé par les Forces démocratiques syriennes
- Territoire contrôlé par l'État islamique
- Territoire contrôlé par le régime syrien et ses alliés
- Territoire contrôlé par les rebelles

Guerre civile syrienne
Batailles
L'offensive de Raqqa, aussi baptisée l'opération Colère de l'Euphrate (en kurde : hemleya Xezeba Firatê, arabe : عملية غضب الفرات), a lieu lors de la guerre civile syrienne. Déclenchée le 5 novembre 2016 par les Forces démocratiques syriennes, elle a pour but de prendre la ville de Raqqa occupée par l'État islamique qui en a fait sa « capitale » de facto après l'avoir isolée du territoire environnant que les FDS ont précédemment conquis. L'assaut final contre la ville elle-même esr déclenché le 6 juin 2017. L'offensive s'achève le 17 octobre 2017 par la prise de la ville de Raqqa par les FDS.

## Prélude

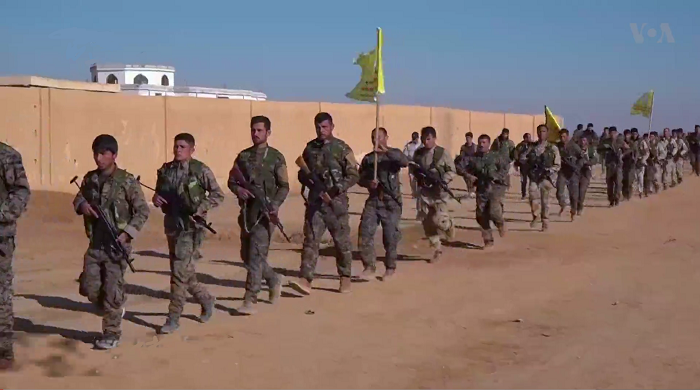
Des combattants des Forces démocratiques syriennes lors de l'offensive, le 12 décembre 2016.

Le 6 novembre 2016, les Forces démocratiques syriennes annoncent à Aïn Issa le début d'une offensive contre l'État islamique en vue de prendre la ville de Raqqa. Selon Jihane Cheikh Ahmad, la porte-parole des FDS, 30 000 combattants sont mobilisés dans l'offensive qui doit être lancée depuis Aïn Issa et Tall Abyad et, ultérieurement, depuis Makman, sur la route de Deir ez-Zor,. Cependant le nombre de 30 000 combattants engagés pourrait être surévalué. Les États-Unis confirment le même jour le début des opérations. La France et le Royaume-Uni annoncent à leur tour le soutien de leurs forces aériennes. Les avions belges appuient également l'offensive. L'AFP indique également que « près de 50 conseillers et experts américains sont présents dans le centre d'opérations » d'après une source au sein du commandement des FDS. 300 à 400 soldats des forces spéciales américaines conseillent également les forces des FDS, ainsi que quelques Français, Jordaniens et Émiriens,. Ces forces spéciales pourraient également avoir participé aux combats, une vidéo est publiée le 14 novembre par un compte proche des FDS, montrant la destruction au nord de Raqqa d'une voiture kamikaze par des combattants s'exprimant en français, sans qu'il soit possible de savoir s'il s'agit de membres des forces spéciales ou de volontaires  au sein des FDS.
L'offensive est menée principalement par les YPG et les YPJ. Parmi les autres groupes au sein des FDS qui prennent part aux combats figurent le Liwa Suqour al-Raqqa, le Liwa Shuhada al-Raqqa, la brigade Shuhada Hamam Turkman, la brigade Ahrar al-Raqqa, le Liwa Thuwar Tal Abyad et le Conseil militaire syriaque (MFS). L'Armée Al-Sanadid annonce à son tour sa participations aux opérations le 14 novembre
Le 27 octobre 2016, le président turc Recep Tayyip Erdoğan avait annoncé son intention de faire progresser ses troupes jusqu'à Raqqa avec le soutien de l'Armée syrienne libre. Cependant les Turcs et les rebelles syriens sont encore loin de cet objectif, elles doivent d'abord prendre al-Bab à l'État islamique et Manbij aux Forces démocratiques syriennes. Erdoğan demande alors aux États-Unis de cesser de soutenir le PYD et sa branche armée les YPG, et d'appuyer plutôt ses forces pour chasser les djihadistes de Raqqa. Cependant, le 3 novembre 2016, les Forces démocratiques syriennes déclarent qu'elles se sont mises d'accord avec la coalition pour écarter la Turquie de l'offensive sur Raqqa,,.

## Déroulement

### Première phase: combats au nord de Raqqa, du 6 au 20 novembre

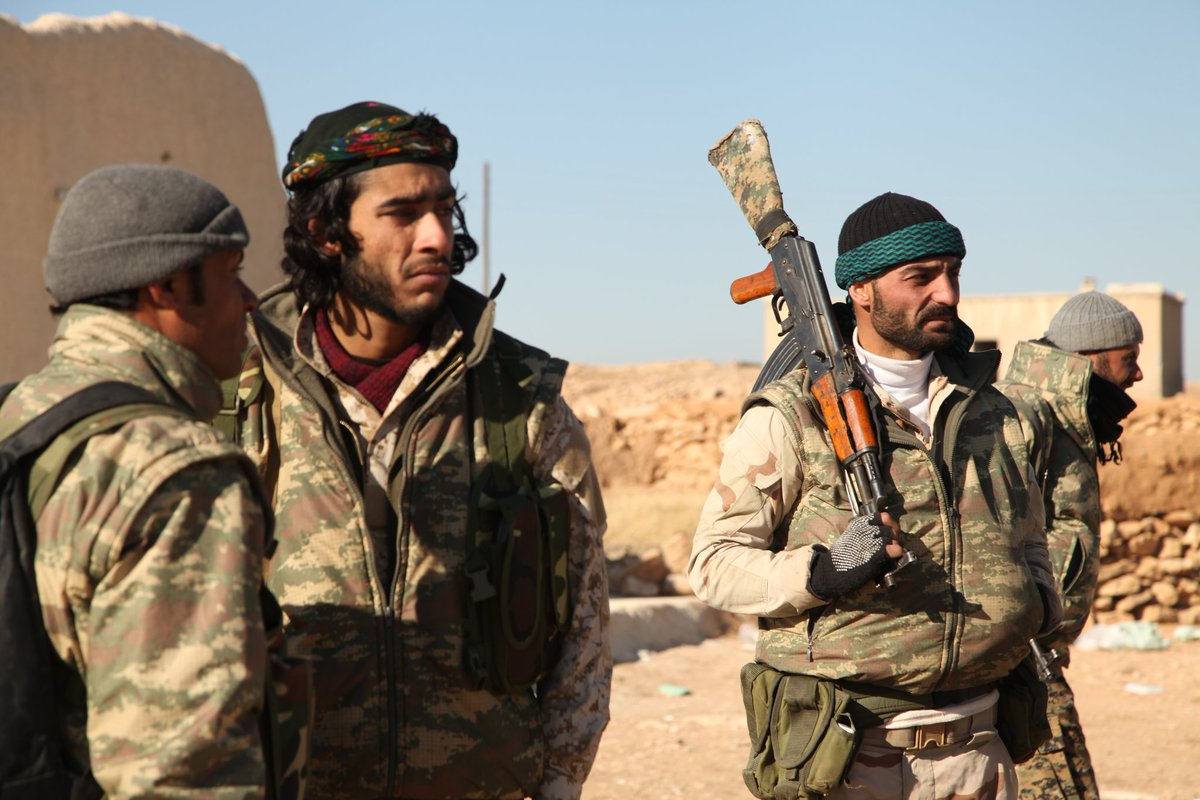
Des combattants des Forces démocratiques syriennes lors de l'offensive de Raqqa, le 24 décembre 2016.

Les opérations débutent le soir du 5 novembre 2016. Le lendemain, les Forces démocratiques syriennes prennent six villages à l'État islamique près de Aïn Issa, à une cinquantaine de kilomètres au nord de Raqqa,,,.
Le 8 novembre, les troupes kurdes butent sur le village d'al-Hicha, situé à environ 40 kilomètres au nord de Raqqa. La coalition bombarde les positions de l'EI, mais les habitants sont utilisés comme boucliers humains par les djihadistes. D'après les FDS, six hommes de l'EI sont tués par les frappes, mais ces dernières font également au moins 20 morts, dont neuf femmes et deux enfants, et 32 blessés parmi la population civile selon l'Observatoire syrien des droits de l'homme (OSDH). Pendant quelques jours, l'offensive des FDS est perturbée par une tempête de sable,. Celle-ci se lève le 11 novembre, les avions de la coalition peuvent alors intervenir à nouveau et bombarder intensivement les positions de l'EI,. Les FDS s'empare d'al-Hicha dans la journée, ainsi que de trois autres localités,. Les FDS ont alors pris 15 villages depuis le début de l'offensive
Le 14 novembre, les FDS se heurtent ensuite aux djihadistes retranchés dans le village de Tall al-Samane, à 25 kilomètres au nord de Raqqa, situé sur une hauteur stratégique dominant toute la région environnante,,. Ce village est le plus peuplé des environs et sert de quartier-général à l'organisation dans le nord de Raqqa. La localité est encerclée,, puis conquise le 19 novembre.
À la fin de la première phase de la bataille, les FDS revendiquent la conquête de plus de 500 km2, comprenant 34 villages, 31 hameaux et 7 collines stratégiques.

### Deuxième phase: isolement de Raqqa par l'ouest, du 10 décembre à fin janvier

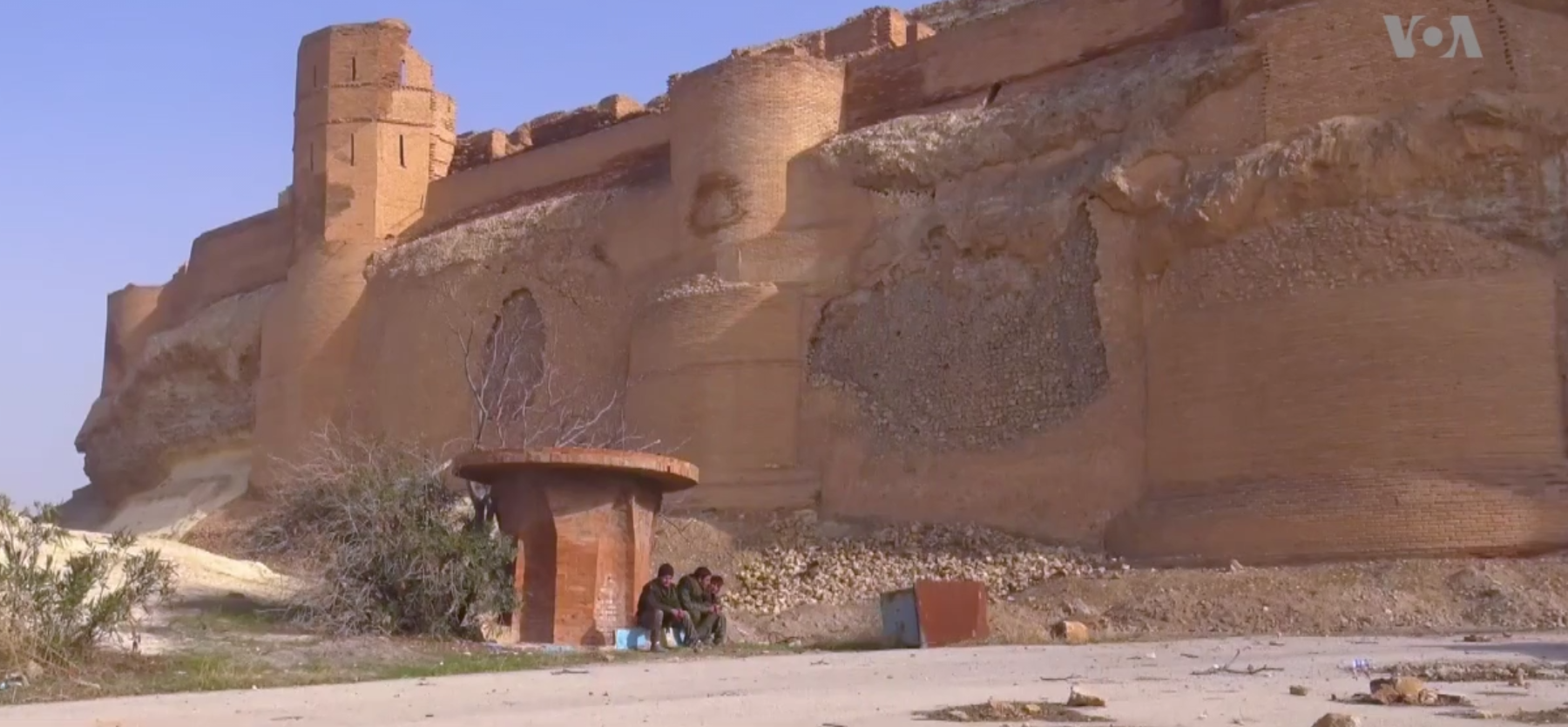
Des membres des Forces démocratiques syriennes à Qal'at Ja'bar, le 10 janvier 2017.

Le 10 décembre, les Forces démocratiques syriennes affirment avoir conquis 700 kilomètres carrés et annoncent le début de la « deuxième phase » de l'offensive, dont l'objectif est de s'emparer des territoires à l'ouest de Raqqa, notamment la ville de Tabqa et son barrage. Selon l'OSDH, les FDS s'emparent de 30 fermes et villages entre les 10 et 17 décembre. Le 21 décembre, ils ne sont plus qu'à 8 kilomètres du barrage de Tabqa.
Le 28 décembre, Talal Silo, le porte-parole des FDS, affirme que les troupes ont progressé plus vite que prévu contre les djihadistes en prenant 1 300 kilomètres carrés de territoires en dix jours. Selon lui, les hommes de l'EI ont principalement engagé des véhicules piégés conduits par des kamikazes, mais ces derniers ont presque tous été détruits à distance, en particulier grâce à l'aide des forces spéciales américaines et des nouvelles armes récemment fournies par la coalition.
Le 6 janvier 2017, les FDS s'emparent de Qal'at Ja'bar, une forteresse du XIe siècle située sur les bords du lac el-Assad, et proche du barrage de Tabqa. Celui-ci a une importance stratégique, puisqu'il alimente la région en eau et en électricité. Il représente également le seul point de passage à pied sec d'une rive à l'autre de l'Euphrate sur des kilomètres, depuis la destruction des ponts par des frappes aériennes en septembre 2016. Si l'État islamique décidait de le détruire, cela provoquerait fort probablement une catastrophe humanitaire et écologique, mais ce n'est pas dans l'intérêt de l'organisation puisque les territoires en aval sont sous son contrôle.
À la date du 16 janvier, les FDS revendiquent la conquête de 197 villages depuis le début de la deuxième phase de l'offensive.

#### Combats autour du barrage
Des affrontements ont lieu le 18 janvier autour du village de Suwaydiya Kabir, dernier verrou avant le barrage. Le 19 janvier, Daesh lance une contre-attaque utilisant des mortiers et des mitrailleuses lourdes. Plusieurs soldats sont tués, mais la contre-attaque est repoussée, et le village pris par les FDS le 22 janvier  avec l'aide de forces spéciales américaines,.
Dans les jours qui suivent, l'État islamique lance des assauts au nord du barrage,,, et parvient à gagner du terrain, mais est repoussé quelques jours plus tard. Le front reste ensuite stable jusqu'au déclenchement de la troisième phase de l'opération Colère de l'Euphrate.

### Troisième phase: isolement de Raqqa par l'est et encerclement de la ville, du 4 février au 10 mai

#### Offensive vers la route de Raqqa - Deir ez-Zor

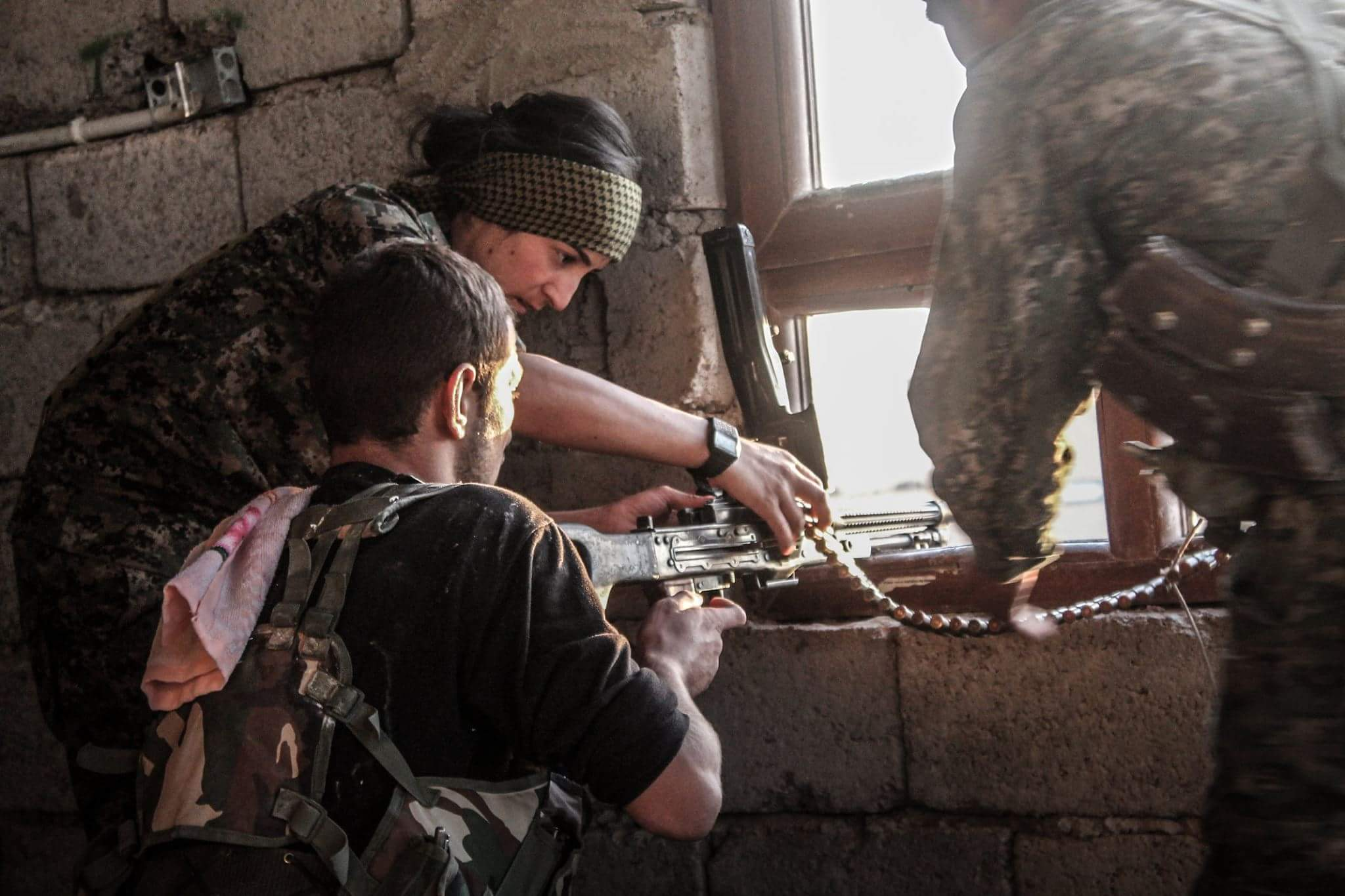
Des combattants des YPG et des YPJ au cours de l'offensive de Raqqa, le 7 février 2017.

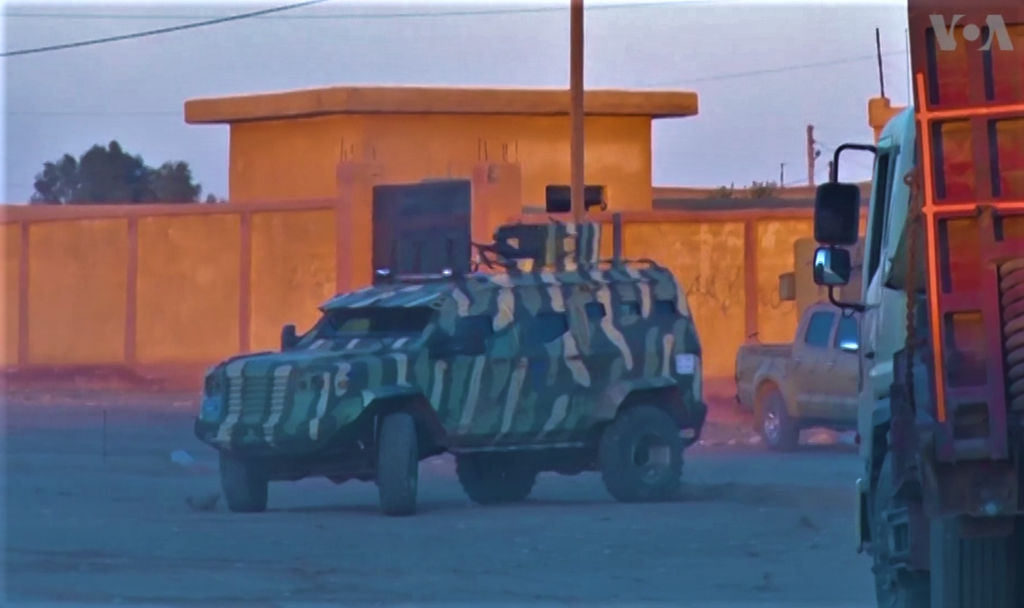
Un IAG Guardian livré par les États-Unis aux FDS.

Le 31 janvier 2017, les FDS reçoivent des véhicules de transports de troupes des États-Unis, de type SUV, en préparation de la troisième phase de l'offensive qui vise à couper la route entre Raqqa et Deir ez-Zor.
Dans la nuit du 2 au 3 février, la coalition frappe des ponts et des approvisionnements en eau autour de Raqqa. Le 4 février, les FDS annoncent le début de la troisième phase de l'offensive, centrée cette fois sur l'est du gouvernorat de Raqqa,. 500 militaires américains, dont des démineurs, des formateurs et des membres des forces spéciales, sont engagés pour ces opérations. Au 8 février selon l'OSDH, les FDS ont repris 12 villages, malgré une féroce résistance des djihadistes, et sont alors à 11 km de Raqqa,,,,. Le 11 février, un mouvement d'encerclement réussit et permet aux FDS de capturer deux villages et des silos à grain,. Le lendemain, les forces arabo-kudes tentent de traverser le Balikh au nord-est de Raqqa. Le 17 février, des bombardiers russes à long rayon d'action visent des positions de l'EI aux abords de Raqqa. De plus, le Pentagone annonce que beaucoup de hauts dirigeants de l'EI commencent à quitter Raqqa,.
Les FDS continuent d'avancer et revendiquent la prise de quinze villages le 21 février, elles atteignent alors les limites du gouvernorat de Deir ez-Zor par l'ouest. Le même jour, les FDS atteignent l'Euphrate en prenant les localités d'Al Kajla, Judayat Khabur, Hamad Assaf et Al Kulayb situées sur la rive gauche à une trentaine de kilomètres en aval de Raqqa.
Le 6 mars, les FDS coupent la route de Raqqa à Deir ez-Zor, privant ainsi l'État islamique de sa principale voie de ravitaillement. Les forces djihadistes retranchées à Raqqa — estimées entre 3 000 et 4 000 hommes par l'armée américaine — se retrouvent alors presque sans voie de repli, car la ville est située sur la rive nord de l'Euphrate et les deux seuls ponts accessibles sur le fleuve ont été détruits le 3 février par les forces aériennes de la coalition.
Le 9 mars, les États-Unis annonce le déploiement en Syrie de 400 hommes supplémentaires et d'une batterie d'artillerie du Corps des Marines pour appuyer l'offensive sur Raqqa,. Par ailleurs, des raids de la coalition internationale sur le village d'al-Matab font 23 morts dont au moins huit enfants et six femmes selon l'OSDH.
Entre le 10 et le 11 mars, près de 300 familles de combattants étrangers de l'EI quittent Raqqa pour rejoindre les provinces de Deir Ezzor, plus à l'est, et Hama plus à l'ouest selon l'OSDH.

#### Offensive de Tabqa

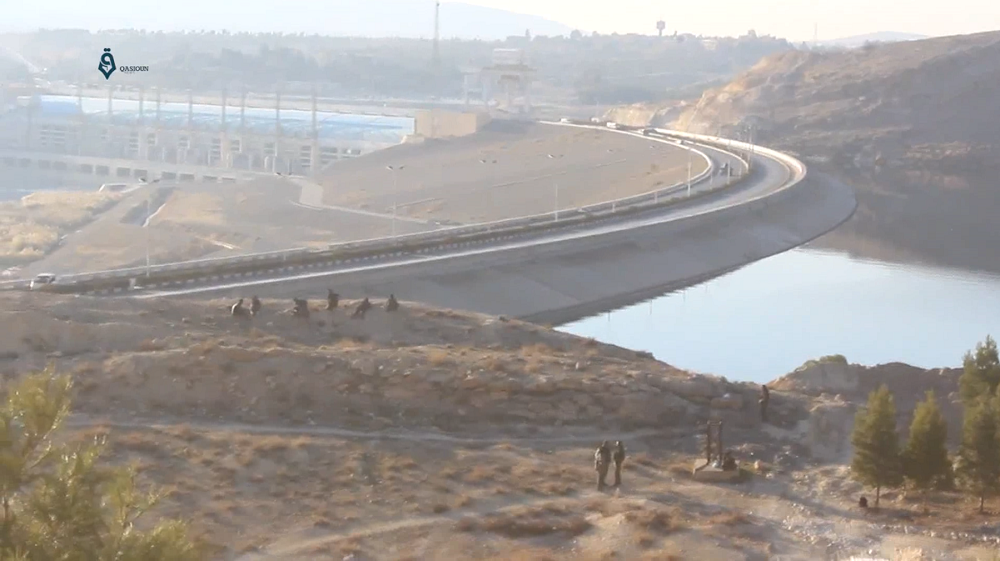
Des combattants des Forces démocratiques syriennes aux abords du barrage de Tabqa, le 6 avril 2017.

La nuit du 21 au 22 mars, des soldats américains et près de 500 membres des FDS sont héliportés au sud du lac el-Assad, dans une zone située à 15 kilomètres à l'ouest de la ville d'Al-Thawrah (Tabqa), coupant ainsi la route reliant Alep à Raqqa en prenant le contrôle de plusieurs localités situées sur cet axe,,,. Avec cette opération, les Américains et les FDS coupent également la route de Raqqa aux forces du régime syrien, qui progressent alors dans la région de Dayr Hafir. Les troupes héliportées attaquent ensuite par le sud, tandis que le reste des FDS lance l'assaut par le nord sur le barrage de Tabqa. Les Américains appuient l'offensive avec des hélicoptères et de l'artillerie. 
Cependant, selon l'OSDH, au moins 33 civils sont tués le 21 mars par des bombardements de la coalition sur une école servant de centre pour les déplacés au sud d'al-Mansoura, près de Raqqa. Cependant un an plus tard, la commission d'enquête de l'ONU sur les crimes de guerre en Syrie donnera un bilan bien plus élevé : 150 morts sur les 200 personnes présentes à l'intérieur de l'école,. Puis le 22 mars, de nouveaux bombardements touchent une boulangerie et des magasins à Tabqa, faisant encore au moins 18 morts selon l'OSDH, au moins 27 selon le réseau « Rakka se fait massacrer en silence », et 37 selon l'État islamique,,. Selon un rapport de Human Rights Watch publié en septembre, au moins 84 civils, dont 30 enfants, sont tués en mars par les frappes de la coalition contre Mansoura et Tabqa.

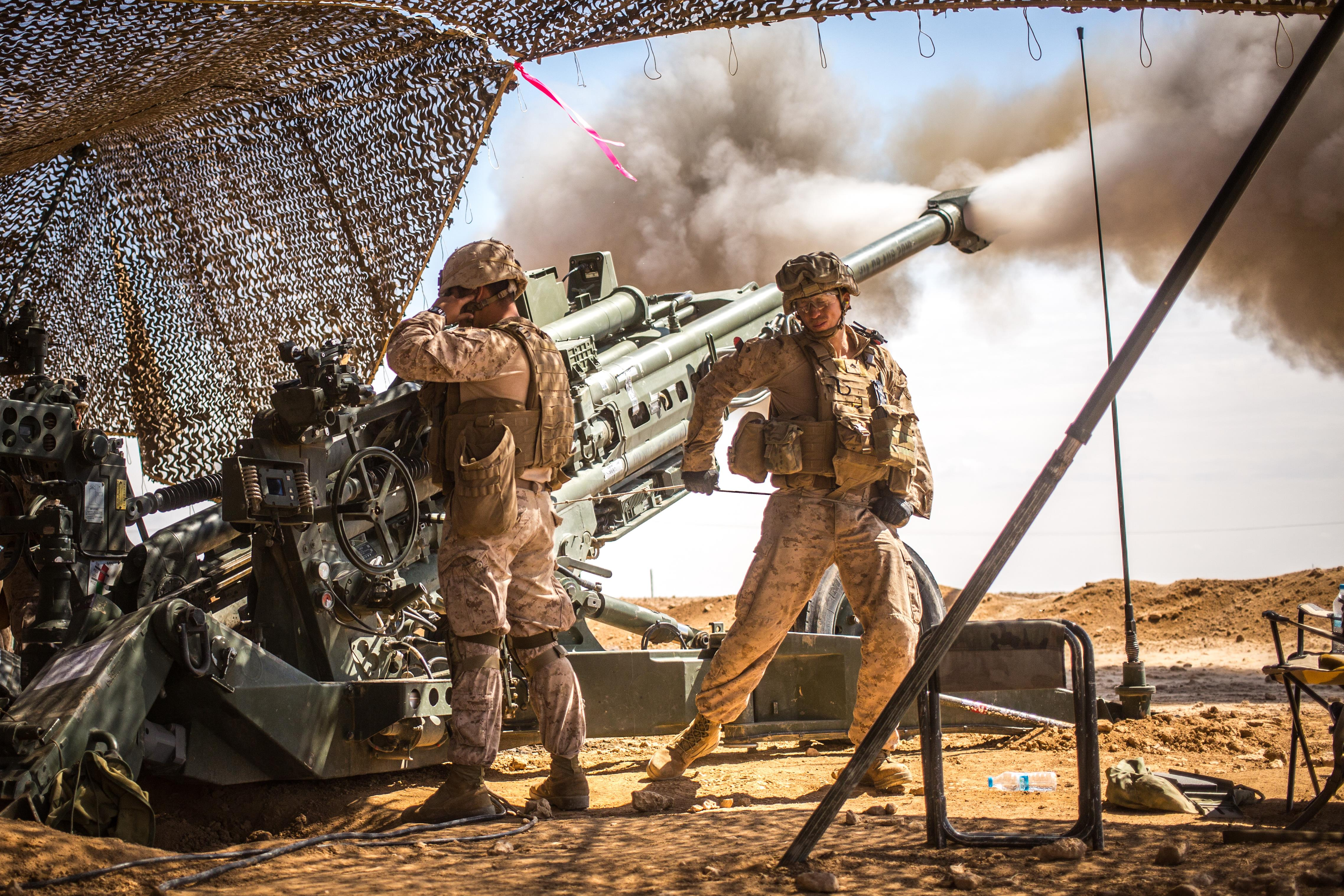
Tir d'obusier M777 howitzer effectué par des soldats américains du 11e Marine Expeditionary Unit en soutien aux Forces démocratiques syriennes, le 25 mars 2017.

Le 24 mars, les FDS atteignent le barrage de Tabqa, situé à 55 kilomètres à l'ouest de Raqqa,. Le 26 mars, elles s'emparent de l'aéroport situé à 3 kilomètres au sud de la ville,. Les FDS tentent ensuite de s'emparer de Tabqa : les combats ont alors lieu au nord de l'agglomération, près du barrage ; et au sud, entre l'aéroport et la ville,,. Cependant le barrage est bombardé le 26 mars et son fonctionnement électrique est mis hors service,,. Le 27 mars, les FDS pénètrent par le nord dans le complexe hydroélectrique, mais l'État islamique résiste dans le reste de l'édifice,. Les FDS annoncent une trêve de quatre heures pour permettre aux ouvriers de rejoindre la centrale électrique du barrage et d'y mener des réparations pour éviter une catastrophe,,. Si le barrage de Tabqa devait céder, la vallée de l'Euphrate pourrait être inondée jusqu'à Deir ez-Zor, voire jusqu'en Irak, sur une zone peuplée par 100 000 personnes,. Des scènes de panique ont lieu,. Le 26 mars, les véhicules de la Hisba, la police de l'État islamique, parcourent les rues de Raqqa avec des haut-parleurs, appelant la population à fuir la ville. Quelques heures plus tard, cependant, les djihadistes font machine arrière et demandent aux habitants de rester. Le 28 mars, les djihadistes mènent une contre-offensive au sud de Tabqa. Selon l'OSDH, 900 hommes y sont envoyés en renfort depuis Raqqa,,. 
Le 6 avril, les FDS encerclent Tabqa en coupant la dernière route vers Raqqa. De plus, ils prennent le contrôle du village de Safsafah, à près de six kilomètres à l'est de Tabqa, après 38 heures de combat. Le 8 avril, la coalition mène des raids aériens sur le village de Hanida, à une trentaine de km à l'ouest de Raqqa, tuant au moins 15 personnes dont 4 enfants. Dans la nuit du 14 au 15 avril, les troupes arabo-kurdes arrivent aux abords de la ville de Tabqa. Le 24 avril, les FDS entrent dans la ville. Le 10 mai, Tabqa et son barrage tombent entièrement aux mains des Forces démocratiques syriennes.

### Quatrième phase: isolement de Raqqa par le nord, du 13 avril au 6 juin
Le 13 avril 2017, les FDS annoncent le lancement de la quatrième phase de l'offensive,. L'objectif est de capturer la vallée de Jalab et ses alentours afin d'encercler Raqqa et de préparer son siège. Le 21 avril, les FDS prennent la ville de Hazimah. 
Le 15 mai, l'alliance arabo-kurde reprend 3 villages situés à 4 km au nord de Raqqa ainsi que deux autres villages à 4 km à l'est. Le 30 mai, les Forces d'élite syriennes, un bataillon de combattants arabes allié au FDS, déclare être arrivé à 400 m d'al-Michleb, un quartier à la périphérie est de Raqqa. Le 1 juin, les FDS sont à 3 km du nord de Raqqa et entre 7 et 25 km à l'ouest de la ville. Le 2 juin, les FDS s'emparent de la ville d'al-Mansoura, à environ 20 km au sud-ouest de Raqqa. Le lendemain, elles prennent le barrage d'al-Baath, adjacent à la ville. Le 4 juin, la bataille pour reprendre Raqqa commence selon le premier ministre turc.

### Cinquième phase: bataille de Raqqa du 6 juin au 17 octobre

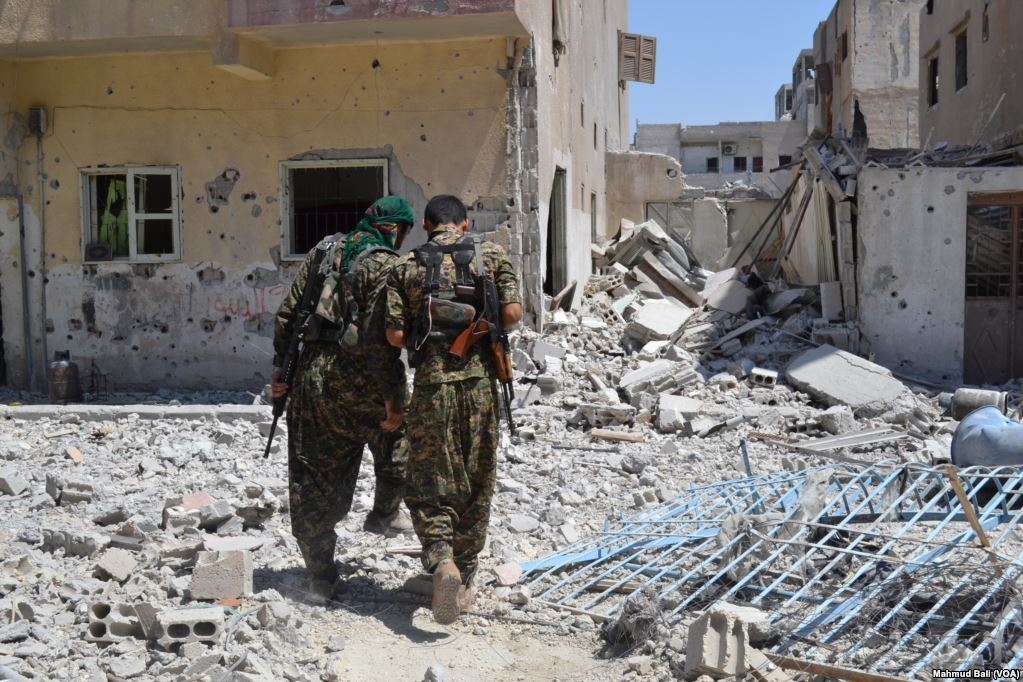
Combattants des Forces démocratiques syriennes à Raqqa, en août 2017.

Le 6 juin, le commandant de l'« opération Colère de l'Euphrate » annonce que les FDS ont pénétré dans la ville par l'est, dans le quartier de Mechleb,, constituant ainsi le début de « la cinquième et dernière phase de l'offensive ». La bataille s'achève le 17 octobre 2017 avec la prise de la ville de Raqqa.

### Offensive du régime syrien à l'ouest et au sud de Raqqa
Dans la nuit du 7 au 8 juin 2017, un bombardement du régime syrien touche les Forces démocratiques syriennes dans le gouvernorat de Raqqa. Le 9 juin, venues de l'est du gouvernorat d'Alep, les troupes loyalistes atteignent les lignes des FDS au sud du lac el-Assad. 
Le 18 juin, les loyalistes arrivent aux portes de Resafa, à une quarantaine de kilomètres au sud-ouest de Raqqa. Mais des combats éclatent peu après entre l'armée syrienne et les Forces démocratiques syriennes. Le même jour, un avion Su-22 syrien est abattu par un avion F/A-18 Super Hornet américain. L'armée syrienne dénonce cette action et déclare que son appareil était en mission contre l'État islamique dans la région de Resafa, mais la coalition affirme que l'avion a été ciblé pour avoir bombardé des positions des FDS près de Tabqa : « en vertu de nos règles d'engagement et de la légitime défense qui prévaut au sein de la coalition, il a été immédiatement abattu ». Le lendemain, la Russie menace et déclare que tous les avions de la coalition volant à l'ouest de l'Euphrate seront désormais « considérés comme des cibles »,. L'Australie annonce le 20 juin suspendre par « mesure de précaution » ses opérations aériennes en Syrie ; mais cela n'empêche pas l'aviation américaine de continuer à voler dans ces secteurs et la coordination militaire entre la Russie et les États-Unis ne s'interrompt pas.

## Pertes
Selon l'OSDH, à la date du 15 novembre les pertes sont d'au moins 49 morts dans les rangs de l'État islamique. Le 16 novembre, il donne un bilan d'au moins 61 morts et 107 blessés. Puis 72 morts et 133 blessés le 17 novembre, 92 morts le 21 novembre. Un commandant de l'EI nommé Abou Djandal al-Kouweïti est tué la nuit du 26 au 27 décembre, dans une tentative de contre-attaque.
Un soldat américain est grièvement touché par l'explosion d'un engin artisanal près de Aïn Issa, il succombe à ses blessures le 24 novembre.
Le 23 septembre 2017, la France annonce la mort au combat d'un militaire du 13e régiment de dragons parachutistes qui « conseillait des forces locales » en « zone syro-irakienne »,. Selon Le Monde et Libération, il aurait été tué dans la zone de Raqqa,,,.
Les Forces démocratiques syriennes donnent quant à elles les bilans suivants :
- Du 5 au 14 novembre 2016 : 4 membres des FDS blessés, 167 djihadistes de l'EI tués — dont 34 corps récupérés — et 4 faits prisonniers[41].
- Du 10 décembre 2016 au 16 janvier 2017 : 42 membres des FDS tués, 260 djihadistes de l'EI tués — dont 115 corps récupérés — et 18 faits prisonniers[50].
- Du 4 au 12 février 2017 : 13 membres des FDS tués, 124 djihadistes de l'EI tués et 9 autres faits prisonniers[136].

Au total, les Forces démocratiques syriennes affirment avoir perdu 793 combattants tués et 1 685 blessés pendant l'année 2017, lors de l'Opération Colère de l'Euphrate,. Elles revendiquent également 5 682 djihadistes tués, dont 1 236 corps récupérés, 8 000 blessés et 1 333 autres faits prisonniers,.
Selon le général Joseph Dunford, chef d'État-Major des armées, une centaine de membres des Forces démocratiques syriennes sont morts au cours de la bataille de Tabqa, livrée de mars à mai 2017. Après la chute de Raqqa, le 17 octobre 2017, la coalition déclare que 1 100 membres des FDS ont été tués dans les régions de Raqqa et Deir ez-Zor. Le 2 novembre, le général James B. Jarrad, chef des opérations spéciales de la coalition internationale, donne pour sa part un bilan de 1 200 morts et 2 500 blessés pour les FDS. 
D'après l'Observatoire syrien des droits de l'homme (OSDH), au moins plusieurs centaines de civils ont été tués par les bombardements de la coalition. L'OSDH affirme notamment qu'au moins 250 civils, dont 53 enfants, ont été tués par ces frappes dans le gouvernorat de Raqqa entre le 23 mai et le 23 juin 2017. Selon le collectif Raqqa Is Being Slaughtered Silently, au moins 1 414 civils ont été tués dans le gouvernorat de Raqqa entre le 6 novembre 2016 et le 31 mai 2017, dont 1 075 par les frappes aériennes de la coalition, 274 tués par l'État islamique et 65 tués par les tirs d'artillerie des Forces démocratiques syriennes. Au cours de la bataille de Raqqa, le même collectif affirme qu'au moins 1 873 civils ont été tués du 9 juin au 15 octobre 2017.
Le 14 juin 2017, la commission d'enquête de l'ONU dénonce des « frappes aériennes excessives » et affirme que 300 civils ont été tués par ces bombardements depuis le 1er mars dans l'ensemble du gouvernorat de Raqqa — dont 200 pour la seule ville d'al-Mansoura,.

## Suites
Après la prise de Raqqa, l'État islamique n'est cependant pas totalement chassé de la région. Des cellules dormantes restent présentes et mènent ponctuellement des attentats, des assassinats, des embuscades ou posent des mines sur les routes. L'EI revendique sa première attaque, l'explosion d'un IED au passage de deux véhicules, le 22 juin 2018. Par ailleurs, d'autres groupes anti-FDS clandestins sont également formés, comme la Résistance populaire dans la région orientale pro-régime, et Harakat al-Qiyam, pro-Armée syrienne libre.

### Vidéographie
- [vidéo] AFP, « Des centaines de Syriens continuent de fuir Raqa », sur boursorama.com, 11 novembre 2016.
- [vidéo] France info, « VIDEO. Syrie : avec les Kurdes qui combattent les jihadistes aux portes de Raqqa », 29 décembre 2016.
- [vidéo] « DOCUMENT FRANCE 2. Syrie : en première ligne dans la bataille de Raqqa contre l'État islamique », France info, 18 février 2017.
- [vidéo], Le Monde avec Reuters, « Syrie : un barrage bombardé menace des centaines de milliers de vies », 30 mars 2017.

### Cartes
- Pierre Breteau, « Syrie : jour par jour, les combats pour la reprise de Rakka en cartes », Les décodeurs, Le Monde, 27 juillet 2017.